# 羅通達鄉 (奧爾特縣)
44°00′00″N 24°19′00″E / 44°N 24.3167°E
羅通達鄉（羅馬尼亞語：Comuna Rotunda, Olt），是羅馬尼亞的鄉份，位於該國南部，由奧爾特縣負責管轄，處於布加勒斯特以西150公里，每年平均降雨量882毫米，海拔高度107米，2007年人口2,911。